# Ernst August, Thái tử Hannover
Ernst August, Thái tử của Hannover, Công tước thứ 3 xứ Cumberland và Teviotdale (tiếng Đức: Ernst August; 21 tháng 09 năm 1845 - 14 tháng 11 năm 1923), là con cả và là con trai duy nhất của Georg V của Hannover và vợ ông, Marie xứ Sachsen-Altenburg. Ernest Augustus không thể trở thành vua của Vương quốc Hannover vì lãnh thổ này đã bị Vương quốc Phổ sáp nhập vào năm 1866 và sau đó là Công quốc Braunschweig cũng bị sáp nhập vào năm 1884. Nguyên nhân dẫn đến việc này chính là vì cha ông, Vua Georg V đã đứng về phía Đế quốc Áo trong Chiến tranh Áo-Phổ.
Mặc dù Ernest Augustus là hậu duệ nam cao cấp nhất của George I, II và III, nhưng tước vị Công tước xứ Cumberland và Teviotdale của ông cuối cùng đã bị bãi bỏ, vì ông đã đứng về phía Đế chế Đức trong Thế chiến thứ nhất. Ernest Augustus là hoàng tử Hannover cuối cùng giữ tước hiệu của Hoàng gia Anh và Hiệp sĩ Gerter.
Năm 1913, con trai của ông, Ernst August thề trung thành với Đế quốc Đức của Vương tộc Hohenzollern, bản thân ông cũng quyết định từ bỏ đấu tranh dành lại các lãnh thổ đã mất dưới thời cha mình, vì thế mà Hoàng đế Đức Wilhelm II đã trả lại Công quốc Braunschweig cho Vương tộc Hannover và con trai của ông chính là công tước mới. Con trai ông cũng kết hôn với Viktoria Luise của Phổ, trở thành rể của Vương tộc Hohenzollern.

## Cuộc sống đầu đời
Vương tử Ernest Augustus của Hanover, Công tước của Brunswick-Lüneburg, Vương tôn của Vương quốc Anh và Ireland, được sinh ra tại Vương quốc Hannover dưới thời trị vì của ông nội, Ernst August, Vua của Hanover. Ông trở thành thái tử của Hanover khi cha ông lên ngôi vua, lấy vương hiệu là Georg V vào tháng 11 năm 1851. Wilhelm I của Phổ và Thủ tướng Otto von Bismarck đã phế truất Vua Georg V và sáp nhập Hannover sau khi vị vua này đứng về phía Đế quốc Áo bại trận trong Chiến tranh Áo-Phổ năm 1866. Trong cuộc chiến đó, Thái tử đã chứng kiến những hành động trong Trận Langensalza (1866).